# Can Quetglas - Hostal Corona
Can Quetglas - Hostal Corona és un edifici ubicat al barri de El Terreno de Palma. Va ser projectat per Francesc Roca Simó, el qual s'inspirà en l'arquitectura gaudiniana. Els seus elements també prenen una estètica regionalista.
El promotor de l'edifici va ser Jaume Quetglas, el qual també ho era d'una altre edifici semblant situat al mateix carrer de Santa Rita. Can Quetglas és un edifici que està catalogat ja que va ser construït el 1910.
Actualment és un hotel boutique. L'hotel va ser adquirit per un grup d'inversors suecs l'any 2021.